# Game Over

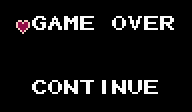
1988年東映红白机電子遊戲《假面忍者 赤影》中，玩家在失去所有生命、同時不“接關”後出現的的“遊戲結束”提示。請注意左方紅心游標。

Game over（遊戲結束）是電子遊戲在一場遊戲結束時，會出現的畫面文字。通常是在玩家觸發遊戲的失敗條件後出現。一些情况下正常的破关或遊戲結束也会被冠上“Game Over”，此情形以街机游戏最为多见。「遊戲結束」這個短語也常被引申為「某人受到嚴重失敗、損傷、厄運、甚至死亡」的處境。

## 出現情況
- 在單機遊戲中，角色生命次數用盡，則會「Game Over」。
- 遊戲出現接關畫面，選擇END退出後顯示；接关次数用尽出现。
- 遊戲玩出最差的結局，即玩出「Bad Ending」。
- 部分遊戲在成功完成所有關卡時出現。
- 部分雙人遊戲在其中一方死亡時出現。
- 部分任務失敗時出現。
- 部分音乐游戏中，如果中途能量条内的能量耗尽或者没有达到过关要求，则会「Failed」而GAME OVER。
- 部分遊戲玩破關、結局畫面、遊戲製作人員列表之後出現（例如快打旋風系列、OutRun 2和多數光槍街機遊戲）。

## 變體
「Game Over」有相當多的變體、或意思相近的提示：比方說有「You lose」（你輸了）、「You died」（你死了）、「Mission failed」（任務失敗）等。在一些遊戲會以「Thank you for your playing」（感謝遊玩）替代「Game Over」字眼來感激玩家的遊玩、並宣告遊戲結束（例如《恐龍新世紀》）。有些遊戲甚至會在情境相似的地方放上完全不同的提示：比如《泰拉瑞亞》，《我的世界》的「YOU WERE SLAIN」（你被殺死了）、或是《登山賽車》的「DRIVER DOWN」（選手倒下了)
部份遊戲會提供遊戲失敗的詳細資訊，比如說俠盜獵車手V會提供類似「任務失敗：某某某死了。」的提示。

## 其他

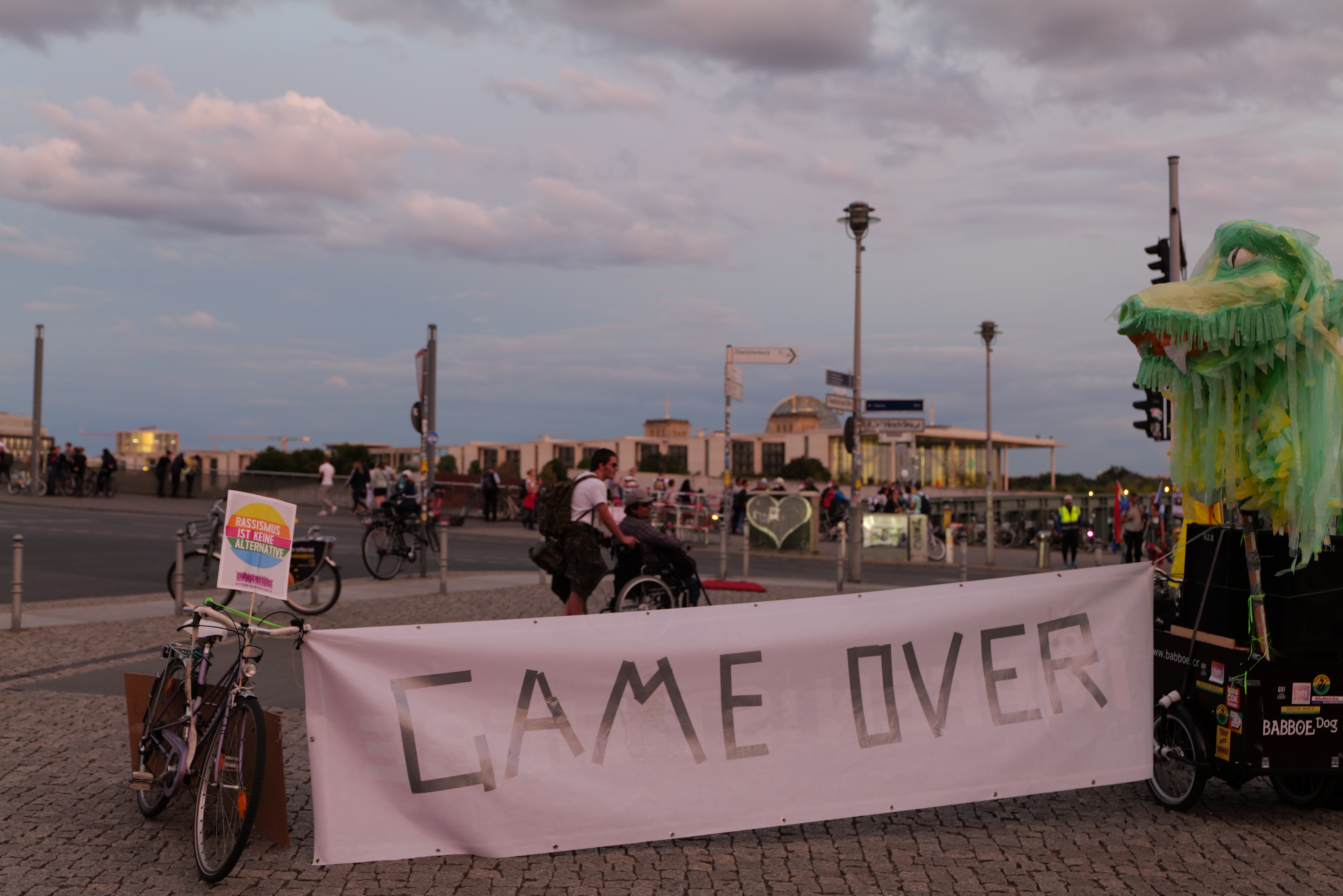
在2020年柏林的反法西斯遊行中出現的「GAME OVER」標語。

大多数情况下，表示游戏达成胜利结局的正面术语是「THE END」，当然达到的效果和Game Over一样都是游戏中止（例如《格鬥天王94》）。
在《決勝時刻4：現代戰爭》之中，其單人遊戲模式的最終關名字就是“Game over”，这里一语双关，也代指游戏反派“扎卡耶夫”失败被杀的结局。